# 1960 NBA Draft
1960 NBA Draft – w 21 rundach, wybrano 100 graczy. W przyszłości trzej zawodnicy wybrani w pierwszej rundzie zostali wpisani do Basketball Hall of Fame (polskie:Galeria sław koszykówki), byli to Oscar Robertson, Jerry West i Lenny Wilkens który znajduje się w gronie 10 najlepszych trenerów w historii.

## Runda pierwsza
| Nr | Zawodnik        | Narodowość | Drużyna NBA           | College/HS/Drużyna |
| -- | --------------- | ---------- | --------------------- | ------------------ |
| 1  | Oscar Robertson | USA        | Cincinnati Royals     | Cincinnati         |
| 2  | Jerry West      | USA        | Minneapolis Lakers    | West Virginia      |
| 3  | Darrall Imhoff  | USA        | New York Knicks       | California         |
| 4  | Jack Moreland   | USA        | Detroit Pistons       | Louisiana Tech     |
| 5  | Lee Shaffer     | USA        | Syracuse Nationals    | North Carolina     |
| 6  | Lenny Wilkens   | USA        | St. Louis Hawks       | Providence         |
| 7  | Al Bunge        | USA        | Philadelphia Warriors | Maryland           |
| 8  | Tom Sanders     | USA        | Boston Celtics        | NYU                |

## Runda druga
| Nr | Zawodnik       | Narodowośc | Drużyna NBA           | College/HS/Drużyna |
| -- | -------------- | ---------- | --------------------- | ------------------ |
| 9  | Jay Arnette    | USA        | Cincinnati Royals     | Texas              |
| 10 | Dave Budd      | USA        | New York Knicks       | Wake Forest        |
| 11 | Kelly Coleman  | USA        | New York Knicks       | Kentucky Wesleyan  |
| 12 | Ron Johnson    | USA        | Detroit Pistons       | Minnesota          |
| 13 | Wilbur Trosch  | USA        | Syracuse Nationals    | St. Francis (PA)   |
| 14 | Frank Radovich | USA        | St. Louis Hawks       | Indiana            |
| 15 | Bill Kennedy   | USA        | Philadelphia Warriors | Temple             |
| 16 | Leroy Wright   | USA        | Boston Celtics        | Pacific            |

## Runda trzecia
| Nr | Zawodnik    | Narodowość | Drużyna NBA           | College/HS/Drużyna |
| -- | ----------- | ---------- | --------------------- | ------------------ |
| 17 | Ralph Davis | USA        | Cincinnati Royals     | Cincinnati         |
| 18 | Jim Hagan   | USA        | Minneapolis Lakers    | Tennessee Tech     |
| 19 | Bob McNeill | USA        | New York Knicks       | St. Joseph’s (PA)  |
| 20 | Frank Case  | USA        | Detroit Pistons       | Dayton             |
| 21 | Joe Roberts | USA        | Syracuse Nationals    | Ohio State         |
| 22 | Fred LaCour | USA        | St. Louis Hawks       | San Francisco      |
| 23 | Bob Mealy   | USA        | Philadelphia Warriors | Manhattan          |
| 24 | Mike Graney | USA        | Boston Celtics        | Notre Dame         |